# Gentianasläktet
Gentianasläktet (Gentiana) är ett släkte i familjen gentianaväxter. Tidigare ingick även arter i detta släkte som numera bildat släktet gentianellasläktet (Gentianella). Gentianor kommer från bergsområden i hela världen utom Afrika. Det finns ungefär 400 arter i gentianasläktet.
Bladen är motsatta och de flesta av dem sitter i en bladrosett vid marken. Blommorna är trumpetformade och den vanligaste färgen är blå, men det finns även vita, krämfärgade, gula och röda blommor. De blå är vanligast på norra halvklotet och röda i Anderna. Vita arter dominerar på Nya Zeeland, även om de inte är särskilt utbredda där. Vanligen har blommorna 5 kronblad och 5 foderblad, men antalet varierar mellan 4 och 7 för olika arter. Alla gentianor har en stark besk smak som beror på innehållet av glykosiden gentiopikrin.
Enligt Plinius den äldre är släktet Gentiana uppkallat efter Gentius (180 f.Kr. - 168 f.Kr.), en illyrisk kung som sades ha upptäckt växternas helande egenskaper. Några arter används som medicinalväxter och andra används som smaksättare i drinkar.

## Några arter
- Alpgentiana (G. acaulis)
- Augustigentiana (G. gracilipes)
- Azurgentiana (G. waltonii)
- Baggsöta (G. purpurea)
- Balkangentiana (G. dinarica)
- Fjällgentiana (G. nivalis)
- Fransgentiana (G. septemfida)
- Guldgentiana (G. lutea)
- Höstgentiana (G. sinoornata)
- Isgentiana (G. gelida)
- Klasgentiana (G. scabra)
- Klippgentiana (G. cachemirica)
- Klockgentiana (G. pneumonanthe)
- Knippgentiana (G. asclepiadea)
- Korsgentiana (G. cruciata)
- Krypgentiana (G. dahurica)
- Kungsgentiana (G. makinoi)
- Mattgentiana (G. terglouensis)
- Nepalgentiana (G. ornata)
- Prickgentiana (G. punctata)
- Sandgentiana (G. saxosa)
- Sibirisk gentiana (G. decumbens)
- Smalgentiana (G. linearis)
- Strimgentiana (G. farreri)
- Trumpetgentiana (G. clusii)
- Vårgentiana (G. verna)

## Dottertaxa till Gentianasläktet, i alfabetisk ordning[1]
- Gentiana abaensis
- Gentiana acaulis
- Gentiana affinis
- Gentiana alata
- Gentiana alba
- Gentiana albicalyx
- Gentiana albomarginata
- Gentiana algida
- Gentiana alii
- Gentiana alpina
- Gentiana alsinoides
- Gentiana alticola
- Gentiana altigena
- Gentiana altorum
- Gentiana amplicrater
- Gentiana andersonii
- Gentiana andrewsii
- Gentiana angustifolia
- Gentiana anisostemon
- Gentiana aperta
- Gentiana apiata
- Gentiana aquatica
- Gentiana arenicola
- Gentiana arethusae
- Gentiana argentea
- Gentiana arisanensis
- Gentiana aristata
- Gentiana asclepiadea
- Gentiana asparagoides
- Gentiana asterocalyx
- Gentiana atlantica
- Gentiana atropurpurea
- Gentiana atuntsiensis
- Gentiana australis
- Gentiana austromontana
- Gentiana autumnalis
- Gentiana baeuerlenii
- Gentiana bambuseti
- Gentiana baoxingensis
- Gentiana bavarica
- Gentiana beamanii
- Gentiana bella
- Gentiana bicuspidata
- Gentiana billingtonii
- Gentiana boissieri
- Gentiana bokorensis
- Gentiana bomiensis
- Gentiana borneensis
- Gentiana boryi
- Gentiana brachyphylla
- Gentiana brentae
- Gentiana bryoides
- Gentiana bryophylla
- Gentiana burkillii
- Gentiana burmensis
- Gentiana burseri
- Gentiana cachemirica
- Gentiana caelestis
- Gentiana caeruleogrisea
- Gentiana caliculata
- Gentiana calycosa
- Gentiana capitata
- Gentiana carinicostata
- Gentiana caryophyllea
- Gentiana catesbaei
- Gentiana cephalantha
- Gentiana chateri
- Gentiana chinensis
- Gentiana choanantha
- Gentiana chosenica
- Gentiana chungtienensis
- Gentiana circa
- Gentiana clarkei
- Gentiana clausa
- Gentiana clusii
- Gentiana complexa
- Gentiana conduplicata
- Gentiana confertifolia
- Gentiana coronata
- Gentiana crassa
- Gentiana crassicaulis
- Gentiana crassula
- Gentiana crassuloides
- Gentiana crenulatotruncata
- Gentiana cristata
- Gentiana cruciata
- Gentiana cruttwellii
- Gentiana cuneibarba
- Gentiana curtisii
- Gentiana curvianthera
- Gentiana curviphylla
- Gentiana dahurica
- Gentiana damyonensis
- Gentiana daochengensis
- Gentiana davidii
- Gentiana decemfida
- Gentiana decora
- Gentiana decorata
- Gentiana decumbens
- Gentiana delavayi
- Gentiana delicata
- Gentiana deltoidea
- Gentiana dendrologii
- Gentiana densiflora
- Gentiana depressa
- Gentiana digenea
- Gentiana dinarica
- Gentiana divaricata
- Gentiana diversifolia
- Gentiana doerfleri
- Gentiana dolichocalyx
- Gentiana douglasiana
- Gentiana doxiongshangensis
- Gentiana duclouxii
- Gentiana durangensis
- Gentiana ecaudata
- Gentiana elmeriana
- Gentiana elwesii
- Gentiana emodii
- Gentiana epichysantha
- Gentiana erectosepala
- Gentiana ettingshausenii
- Gentiana eurycolpa
- Gentiana exigua
- Gentiana expansa
- Gentiana exquisita
- Gentiana faucipilosa
- Gentiana fieldiana
- Gentiana filisepala
- Gentiana filistyla
- Gentiana flavomaculata
- Gentiana flexicaulis
- Gentiana formosa
- Gentiana forrestii
- Gentiana franchetiana
- Gentiana fremontii
- Gentiana freyniana
- Gentiana frigida
- Gentiana froelichii
- Gentiana futtereri
- Gentiana gaudiniana
- Gentiana gelida
- Gentiana gentilis
- Gentiana georgei
- Gentiana gilvostriata
- Gentiana glabriuscula
- Gentiana glauca
- Gentiana globosa
- Gentiana grandiflora
- Gentiana grandilacustris
- Gentiana grata
- Gentiana grumii
- Gentiana gyirongensis
- Gentiana handeliana
- Gentiana haraldi-smithii
- Gentiana harrowiana
- Gentiana haynaldii
- Gentiana heleonastes
- Gentiana helophila
- Gentiana hesseliana
- Gentiana hexaphylla
- Gentiana hicksii
- Gentiana himalayaensis
- Gentiana hirsuta
- Gentiana hooperi
- Gentiana hsinganica
- Gentiana hugelii
- Gentiana huxleyi
- Gentiana inconspicua
- Gentiana infelix
- Gentiana intricata
- Gentiana itzershanensis
- Gentiana jamesii
- Gentiana jarmilae
- Gentiana jingdongensis
- Gentiana jouyana
- Gentiana kaohsiungensis
- Gentiana karelinii
- Gentiana kaufmanniana
- Gentiana khammouanensis
- Gentiana kitadakensis
- Gentiana komnensis
- Gentiana kunmingensis
- Gentiana kurroo
- Gentiana kwangsiensis
- Gentiana lacerulata
- Gentiana lacinulata
- Gentiana laevigata
- Gentiana langbianensis
- Gentiana lateriflora
- Gentiana latidens
- Gentiana lawrencei
- Gentiana laxiflora
- Gentiana leptoclada
- Gentiana leroyana
- Gentiana leucantha
- Gentiana leucomelaena
- Gentiana lhassica
- Gentiana licentii
- Gentiana ligustica
- Gentiana linearis
- Gentiana lineolata
- Gentiana linoides
- Gentiana loerzingii
- Gentiana longicollis
- Gentiana loureirii
- Gentiana lowryi
- Gentiana ludingensis
- Gentiana lutea
- Gentiana lycopodioides
- Gentiana macgregorii
- Gentiana macrauchena
- Gentiana macrophylla
- Gentiana maeulchanensis
- Gentiana mainlingensis
- Gentiana mairei
- Gentiana makinoi
- Gentiana manshurica
- Gentiana marceli-jouseaui
- Gentiana masonii
- Gentiana meiantha
- Gentiana melandriifolia
- Gentiana melvillei
- Gentiana membranulifera
- Gentiana micans
- Gentiana micantiformis
- Gentiana microdonta
- Gentiana microphyta
- Gentiana mirandae
- Gentiana moniliformis
- Gentiana muscicola
- Gentiana myrioclada
- Gentiana namlaensis
- Gentiana nanobella
- Gentiana napulifera
- Gentiana newberryi
- Gentiana ninglangensis
- Gentiana nipponica
- Gentiana nivalis
- Gentiana nubigena
- Gentiana nudicaulis
- Gentiana nyalamensis
- Gentiana nyingchiensis
- Gentiana obconica
- Gentiana occidentalis
- Gentiana officinalis
- Gentiana olgae
- Gentiana oligophylla
- Gentiana olivieri
- Gentiana omeiensis
- Gentiana oreocharis
- Gentiana oreodoxa
- Gentiana ornata
- Gentiana otophora
- Gentiana otophoroides
- Gentiana ovatiloba
- Gentiana pachyphylla
- Gentiana pallidocyanea
- Gentiana pannonica
- Gentiana panthaica
- Gentiana papillosa
- Gentiana papuana
- Gentiana paradoxa
- Gentiana parryi
- Gentiana parvula
- Gentiana pedata
- Gentiana pedicellata
- Gentiana pennelliana
- Gentiana perpusilla
- Gentiana phyllocalyx
- Gentiana phyllopoda
- Gentiana piasezkii
- Gentiana picta
- Gentiana piundensis
- Gentiana platypetala
- Gentiana plurisetosa
- Gentiana pluviarum
- Gentiana pneumonanthe
- Gentiana praeclara
- Gentiana prainii
- Gentiana praticola
- Gentiana prattii
- Gentiana primuliflora
- Gentiana producta
- Gentiana prolata
- Gentiana prostrata
- Gentiana protensa
- Gentiana pseudoaquatica
- Gentiana pseudohumilis
- Gentiana pseudosquarrosa
- Gentiana pterocalyx
- Gentiana puberulenta
- Gentiana pubiflora
- Gentiana pubigera
- Gentiana pudica
- Gentiana pumila
- Gentiana pumilio
- Gentiana punctata
- Gentiana purpurea
- Gentiana pyrenaica
- Gentiana qiujiangensis
- Gentiana quadrifaria
- Gentiana querceticola
- Gentiana radiata
- Gentiana radicans
- Gentiana recurvata
- Gentiana recurvifolia
- Gentiana rhodantha
- Gentiana rickii
- Gentiana rigescens
- Gentiana riparia
- Gentiana robusta
- Gentiana rostanii
- Gentiana rubicunda
- Gentiana rubricaulis
- Gentiana saltuum
- Gentiana samolifolia
- Gentiana saponaria
- Gentiana satsunanensis
- Gentiana scabra
- Gentiana scabrida
- Gentiana scabrifilamenta
- Gentiana sceptrum
- Gentiana sclerophylla
- Gentiana scytophylla
- Gentiana septemfida
- Gentiana serra
- Gentiana setigera
- Gentiana setulifolia
- Gentiana shaanxiensis
- Gentiana sichitoensis
- Gentiana sikkimensis
- Gentiana sikokiana
- Gentiana simulatrix
- Gentiana sino-ornata
- Gentiana siphonantha
- Gentiana sirensis
- Gentiana somdavii
- Gentiana souliei
- Gentiana spathacea
- Gentiana spathulifolia
- Gentiana spathulisepala
- Gentiana spitiensis
- Gentiana squarrosa
- Gentiana stellata
- Gentiana stellulata
- Gentiana stipitata
- Gentiana stragulata
- Gentiana straminea
- Gentiana striata
- Gentiana striolata
- Gentiana subintricata
- Gentiana suborbisepala
- Gentiana subuliformis
- Gentiana subuniflora
- Gentiana sumatrana
- Gentiana sutchuenensis
- Gentiana syringea
- Gentiana szechenyii
- Gentiana taiwanica
- Gentiana takushii
- Gentiana taliensis
- Gentiana tatakensis
- Gentiana tatsienensis
- Gentiana tentyoensis
- Gentiana tenuicaulis
- Gentiana terglouensis
- Gentiana ternifolia
- Gentiana tetramera
- Gentiana tetraphylla
- Gentiana tetrasepala
- Gentiana tetrasticha
- Gentiana thunbergii
- Gentiana tianschanica
- Gentiana tibetica
- Gentiana tongolensis
- Gentiana tonkinensis
- Gentiana tornezyana
- Gentiana trichotoma
- Gentiana tricolor
- Gentiana triflora
- Gentiana tubiflora
- Gentiana ulmeri
- Gentiana urnula
- Gentiana utriculosa
- Gentiana waltonii
- Gentiana walujewii
- Gentiana vandellioides
- Gentiana vandewateri
- Gentiana wangchukii
- Gentiana wardii
- Gentiana wasenensis
- Gentiana veitchiorum
- Gentiana venusta
- Gentiana verna
- Gentiana vernayi
- Gentiana viatrix
- Gentiana villifera
- Gentiana villosa
- Gentiana wilsonii
- Gentiana winchuanensis
- Gentiana wingecarribiensis
- Gentiana wootchuliana
- Gentiana xanthonannos
- Gentiana xingrenensis
- Gentiana yakumontana
- Gentiana yakushimensis
- Gentiana yiliangensis
- Gentiana yokusai
- Gentiana yunnanensis
- Gentiana zekuensis
- Gentiana zhenxiongensis
- Gentiana zollingeri